# 市原市立有秋公民館
市原市立有秋公民館（いちはらしりつ ゆうしゅうこうみんかん）は、千葉県市原市有秋台西にある公民館。市原市立有秋中学校の学区における市民文化拠点である。

## 概要
有秋地区において、実際生活に即する教育・学術及び文化に関する各種の事業を行い、もって住民の教養の向上・健康の増進・情操の純化を図り、生活文化の振興・社会福祉の増進に寄与することを目的としている。市原市役所有秋支所（旧：市原市役所姉崎支所有秋出張所）が併設されている。

## 沿革
- 1980年（昭和55年）4月1日 - 開館[2]。

## 施設

### 敷地
敷地の詳細は以下の通りである。
| 所在地     | 千葉県市原市有秋台西1丁目3番地2 |
| 敷地面積   | 9,695m2                         |
| 用途地域   | 第一種中高層住居専用地域        |
| 指定建蔽率 | 60%                             |
| 指定容積率 | 200%                            |
| 取得価格   | 271,629,550円                   |

### 建物
建物の詳細は以下の通りである。
| 棟番号 | 棟名称 | 構造 | 階数    | 延床面積  | 建築年 | 耐震情報 | 耐震情報 |
| 棟番号 | 棟名称 | 構造 | 階数    | 延床面積  | 建築年 | IS値     | 耐震     |
| ------ | ------ | ---- | ------- | --------- | ------ | -------- | -------- |
| 001    | 公民館 | RC造 | 地上1階 | 1674.57m2 | 1980年 | 0.65     | 旧基準   |
| 002    | 便所   | S造  | 地上1階 | 17.18m2   | 1996年 | 不明     | 新基準   |
| 003    | 庁舎   | RC造 | 地上2階 | 213.07m2  | 1980年 | 不明     | 旧基準   |

## 機能

### 文化系
以下の機能が存在する。
- 会議室：収容人数15人
- 研修室：収容人数30人
- 視聴覚室：収容人数30人
- 実習室：収容人数16人
- 調理実習室：収容人数20人
- 和室：収容人数24人
- 図書室

### 体育系
以下の機能が存在する。
- 体育室：バレーボール2面、バスケットボール1面、卓球台8台、バドミントン8面

## 利用案内
施設ごとに以下の通りとなっている。
図書室以外
- 利用時間：9時から21時まで
- 公民館の休館日は、年末年始（12月29日から翌1月3日まで）

図書室
- 開室時間：9時30分から17時まで。水・金曜日は19時まで（祝日と重なる場合は17時まで）。
- 閉室日：年末年始、月末図書整理日（土・日・祝日を除く月最後の平日）、特別整理期間、公民館休館日（年3回）

体育室一般開放
- 無料開放日時：毎月第4日曜日の9時から17時[注 1]

## 近隣施設
- 市原市消防局姉崎消防署有秋分署
- 市原市立有秋中学校

## アクセス
- JR内房線姉ケ崎駅
- 小湊鉄道バス「中央公園前」「有秋台入口」又は日東交通バス「有秋台入口」で下車。